# 运动技能学习
運動技能學習（英：Motor learning）指學習動作技能。

## 結果與表現知識
Knowledge of Result
Knowledge of Performance

## 理論

### Adams’s Two-Stage Theory
亚当斯在1971年中提出一個運動技能學習的理論。其理論分開兩個階段，主要描述單個重覆性動作的運動學習過程:27。
- Verbal-motor stage 指一開始學習某動作的感覺，甚麼才動得正確。主要透過外來的KR，通常是回頭的回饋。例如教練的回饋，告訴目標做錯了那個動作。或者是鋼琴老師講學生那個指法錯了。一個實驗[3]發現早期斷續地提供KR （intermeittent），像一個持續的提醒，會對目標帶來更大的幫助 。
- Motor stage 指開始做出更多正確的動作。不再依賴他人提供的KR。教練的提醒不再重要，因為他們已學懂所需的技能，餘下只有自己持續的練習。一個研究比較早期學習與[4]在後期階段，在後期撤走KR，對目標表現影響不大。

### Schmidt’s Schema Theory
施密特在1975年理提出另一個理論指在不同情況下都要有不同對動作的要求，但是人們可以學到一個大約的通用原則（general rule）。主要概念是動作基模（Motor schema）指目標要記得用不同的力氣或動作去作出特定的結果。透過用不同的變化（variability）來學習（如拋球至近3米，與不是要運動員拋至3米遠），人們可以更清楚不同力度對結果的變化。此理論可以解釋到為何有些人只要學到一個運動技能後，仍可以在沒試過的環境下用到習得的運動技能:29。

#### Battig’s theory of contextual interference
一個最近的理論由Battig及其同事在2010年提出，他們認為環境干擾，例如增加對學習者的難度，可以帶來長遠好處。例如，每次練習都要求球員用不同方法去投籃。但也有一些研究者反駁這種經常改變會令學習者不能應付而帶多錯誤。

## 影響學習效能因素

### 回饋多少
在桑代克知名的puzzle box實驗，他亦講述了少許有關人類如何學習運動技能。其中一個他做過的實驗是教導受試者如何精確畫出一條指定長度的直線。每次受試者畫完一條線，實驗員會說：「正確」或者「錯誤」，並認為這種是一種增強物(reinforcer)。在運動學習技能上，這種回饋稱作結果知識 (KR, Knowledge of results)。透過這個回饋令目標做到想做的正確行為。但另一班實驗者卻認為這些只不過提供一個準確資訊，而不是對受試者增強。比起回饋質量(Qualitative)，他們結論出越多(Quantitative)越仔細相關的資訊才是對運動學習最重要的因素。
另一種回饋稱作表現知識（KP, Knowledge of performance）。例如在籃球訓練中，教練會錄下(videotaped) 學生的打籃球的情況，仔細地分析其每一個動作，或者，好像一些手機應用程式記錄打球的數據。實驗發現比起以KR方式簡單告訴球員射出了幾遠，採取KP的短片回播方法給他們更多訊息，讓到他們知道如何糾正自己的動作。除了運動員外，KP也能為一些病人提供康復的幫助。例如，透過仔細地指出中風病人可以移動其手臂，他們手部協調能力大為進步。

#### 練習頻密情況
一般來說，分布練習(distributed practice)比起集中練習(massed practice)更易產生好的表現。因為後者會更易令人疲勞。但分布練習的效果很短暫。

### 觀察學習
從觀察學習 (observational learning)來說，單單觀看別人如何造出一個完美的射球當然不及自己練習來得有效。不過，觀察對學習一門運動的技幼也有得大的幫助。例如，一個實驗見到一些初學游泳的成年人看完一些別人泳姿的短片後，他們的游泳明顯地提升不少。

### 學習遷移
正向遷移：在一種情境下的學習增強不同情境的學習 (+)，例如在彈鋼琴中學會了一種指法也會更易學會另一種指法。或另一個研究中要受試者在標準埸地還是在泥地上學網球，在標準場地試過的人會可以在泥地上打好網球。
負向遷移：在一種情境下的學習阻撓或延誤不同不同情境的學習 (+)

## 學習動作序列

### Response Chain Approach
主要強調人們進行一系列的動作時，一個動作完結後就是一個為下一個動作的增強物。例如一個人步行，他見到自己的左腳踏出了一步，這個可作為一個辨別刺激（{\displaystyle S^{D}}）並通知他自己去踏出右腳:30。與亚当斯與施密特理論一樣，這個角度都強調回饋的重要性。例如音樂家在彈琴的時候，人們的反應時間根本沒有這麼快可以跟上手指的快速移動。另一個實驗有關打字都表述這種回饋的實際作用。甚至Lashley再反駁有些連感覺都失去的病人，他們因為槍傷而致膝部以下沒有感覺，但他們仍能像正常人般去移動其雙腿。

### Motor program
Motor program則反駁以上觀點，一些研究者認為動作不靠持續感官回饋:124。